# Johannes Otzen

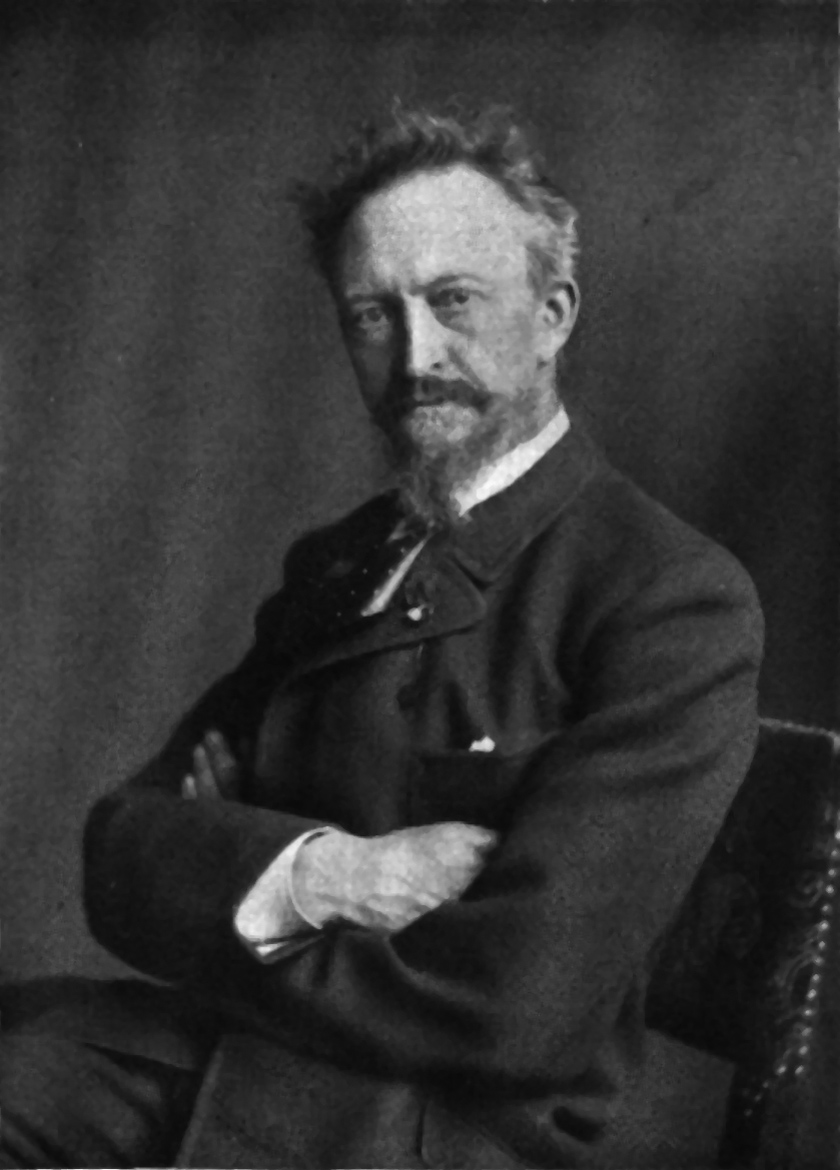
Johannes Otzen

Johannes Otzen (Sieseby, 8 ottobre 1839 – Berlino, 9 giugno 1911) è stato un architetto tedesco.